# 拉马卡
拉马卡（義大利語：Ramacca），是意大利西西里大区卡塔尼亞廣域市的一个市镇。总面积304平方公里，人口10802人，人口密度35.5人/平方公里（2009年）。ISTAT代码为087037。